# Amedeo Schiattarella
Amedeo Schiattarella (Roma, 4 giugno 1943) è un architetto italiano.

## Biografia
Amedeo Schiattarella si laurea nel 1969 in architettura a Roma , dal 1970 esercita una intensa attività professionale e di ricerca. Dal 1973 al 1980 si occupa di ricerche sul linguaggio architettonico presso la Facoltà di Architettura di Roma. 
Nel 1989 fonda lo Studio Schiattarella, che diviene nel 2009 Schiattarella Associati.
Dal 1999 al 2013 è Presidente dell'Ordine degli Architetti di Roma, in tale veste è nominato Presidente Onorario del Centro Studi degli Architetti di Roma; Membro della Commissione Edilizia del Comune di Roma e Presidente dell’A.R.C.E. (Associazione degli Ordini delle Capitali Europee), Membro della Commissione per la Qualità Urbana del Comune di Roma.
Protagonista per quasi 25 anni della scena culturale romana e italiana dell'architettura dalla fine degli anni 90, ha promosso numerosissime iniziative a tutela dei valori collettivi dell'architettura. È il fondatore, nel 2002, della Casa dell'Architettura di Roma, istituzione congiunta Ordine Architetti  - Comune di Roma,  tuttora attiva nella promozione della cultura architettonica.
Dal 2007 è membro del Consiglio Superiore dei LL.PP. . 
Nel 2005 è insignito del titolo di Officier de l’Ordre des Arts et des Lettres dal Ministro della Cultura della Repubblica Francese. 
Insieme a Peter Eisenman, Toyo Ito, Juhani Pallasmaa e altri tra i più importanti architetti nel mondo viene nominato nel 2015 Accademico dell'International Academy of Architecture (IAA).
Le sue opere sono pubblicate su diverse riviste internazionali, tra cui L'architettura. Cronache e storia, Domus, A.U. ed esposte a Roma, Milano, Modena, Barcellona, Seoul. . Ha pubblicato diversi saggi e libri tra cui  "Richard Neutra, 1892-1970".
Nel maggio 2018 è eletto Presidente dell'International Academy of Architecture, ente riconosciuto dall'UNESCO.

## Architettura
La forte autonomia rispetto al contesto culturale della ricerca e della produzione architettonica degli anni Settanta, lo spinge sin dall'inizio della sua attività, ad affrontare un percorso sperimentale del tutto proprio, a partire dalle esperienze del Movimento Moderno. Si tratta di un metodo di ricerca che rimane ancora oggi uno degli elementi caratterizzanti della intera produzione del suo studio: il progetto nasce a partire dalla ridefinizione dei contenuti e dalla loro riorganizzazione in un programma progettuale che costituisce la struttura logica delle scelte architettoniche . Sul filo delle interazioni tra contenuti e forma, conduce una sperimentazione quasi artigianale che, attraverso semplici operazioni di smontaggio delle componenti degli organismi edilizi e di loro re-assemblaggio per accostamento e/o per accumulazione dei segni, determina nuovi insiemi architettonici. Nascono in questo modo i progetti della Thomas Cook di Via Veneto a Roma del 1974e quello della Latina Assicurazioni dell'anno successivo, oltre alle proposte per i concorsi di idee per l'Inarch-Sir e per la Casa per Anziani di Rieti, entrambi del 1976. La stessa dinamicità anti-geometrica caratterizza la Cappella Funebre  del 1978 ed il progetto vincitore del Concorso della Piazza dei Partigiani di Santa Croce sull'Arno del 1979. Si tratta di opere che, in qualche modo, prefigurano gli esiti formali della corrente culturale del Decostruttivismo che vedrà la luce soltanto nei primi anni Ottanta. 
Una prima occasione per comunicare i risultati conseguiti è fornita nel 1988 dalla mostra Disarmonie Prestabilite  dedicata alle sue opere nella sede dell'Inarch a Palazzo Taverna.
Il carattere autonomo della ricerca ha consentito di non cedere alle suggestioni del Post Modern e di continuare a lavorare, piuttosto, sulle contiguità con le ricerche in altri settori disciplinari (matematica, letteratura, musica, pittura, scultura…). Il tema del contrappunto presa in prestito dal mondo musicale con il suo intreccio in un’unica trama, di una molteplicità di voci che rimandano l'una all'altra, costruendo frasi traslate e ripetute è, ad esempio, il filo conduttore del progetto per lo Studio Professionale di Viale Gorizia a Roma e della Biblioteca della Università Valdese della fine degli anni Ottanta.
Allo stesso modo, la struttura complessa e articolata dei racconti di Italo Calvino costituisce il precedente culturale a cui egli fa riferimento per costruire le logiche progettuali dei numerosi progetti di musei fatti in Corea del Sud (Metropolitan Museum di Seoul, Children's Museum e Nam Jun Paek Museum, entrambi a Kyonggi, il Science Museum a Daejon, l'Eco Museum a Gim-Po,..) e successivamente in Italia (il Museo Civico di Alessandria ).
In questi anni, alcuni concetti che guidano la sua attività evolvono sulla base dei risultati degli studi condotti e della evoluzione del pensiero: i temi del “contesto” e della “preesistenza”, accolti sin dalle prime opere quali momenti necessari per determinare il carattere dialettico ed innovativo degli interventi progettati, trovano un respiro più ampio nella attenzione al “genius loci” che racchiude in sé non solo la configurazione materiale del luogo dell'intervento, ma anche i suoi valori immateriali, le sue atmosfere, le sensazioni che produce. Non è estranea a questa evoluzione la ricerca condotta da Amedeo Schiattarella sulle opere di Richard Neutra, che nel 1993 si concluderà nella pubblicazione della omonima monografia per i tipi di Officine Edizioni. Proprio dalla lezione di Neutra, acquisisce la consapevolezza del ruolo fondante, in architettura, del “vuoto”, della pausa, del silenzio tra i suoni che conferisce senso, equilibrio ed unità a tutta la composizione.
Il tema del “vuoto” costituisce il nucleo concettuale su cui si articolano i progetti del Waterfront di La Spezia del 2007, del Padiglione Pediatrico del Policlinico   a Roma e della sede della Escuela Espanola de Historia y Arqueologia di Roma. Sono anni di sperimentazione di nuove tecniche e nuovi strumenti, in cui l’approccio con le nuove tecnologie diviene un’esigenza insopprimibile e detta un nuovo stile di lavoro che, pur non tradendo le sue origini artigianali, sfrutta al massimo le potenzialità dell’uso dei dispositivi multimediali. 
È ancora una volta il vuoto ad assumere un ruolo centrale: lo spazio intermedio e funzionale, che diventa estensione architettonica indirizzata a favorire esperienze, scambi e relazioni. In Medio Oriente, si aggiudica importanti progetti, come la realizzazione dell’Addiriyah Art Center recentemente premiato agli Archiviato il 10 gennaio 2017 in Internet Archive. di Monaco come Best Concept e insignito della menzione d’onore in occasione dell’American Architecture Prize , la Celebration Hall ed il rifacimento del King Fahd International Stadium , tutti a Riyadh.

## Pubblicazioni
- Amedeo Schiattarella, Per un sistema di parchi attrezzati, articolo su: Roma ovest : lungo il Tevere -Bulzoni Editore, Roma, 1976
- Amedeo Schiattarella, Quattro esperimenti didattici,  articolo su: Roma Porto Fluviale -  Bulzoni Editore, Roma, 1976
- Amedeo Schiattarella, Un’idea progettuale su Villa Bonelli,  articolo in “Portuense” , Roma, 1980
- Amedeo Schiattarella et al. , Tre Progetti,  pubblicato su Il Riuso della Città - Edizioni Kappa – Roma, 1980
- Amedeo Schiattarella, Richard Neutra – 1892-1970,  Officina Edizioni, Roma, 1993
- Amedeo Schiattarella, L’architettura di Villa Durante, Villa Durante -  EDUP, Roma, 2003
- Amedeo Schiattarella et al.,  Itay Builds – Italia Costruisce - l’Arca Edizioni, Milano, 2005
- Andrea e Amedeo Schiattarella, “Trasformaciones urbanas en Roma: balance y perspectivas” pubblicato su "Lars, cultura y ciudad” n.6 -  Valencia (Spagna), 2006
- Amedeo Schiattarella, Il disegno? Un dialogo, pubblicato su  "Disegnare, idee immagini" rivista, n32, 2006;